# Adolf Wentzel
Adolf Wentzel (geboren 15. Januar 1825 in Köln; gestorben 28. November 1890 in Stuttgart) war ein deutscher Theaterschauspieler.

## Leben
Wentzel diente ursprünglich in der preußischen Artillerie, betrat jedoch 1846 in Nürnberg die Bretter. Hierauf war er noch in Elberfeld engagiert und betrat im Jahre 1848 als „Malcolm“ im Macbeth die Bühne des Stuttgarter Hoftheaters.
Er gefiel und wurde als Ersatz für Moriz engagiert. Adolf Palm schildert Wentzel (Briefe aus der Bretterwelt) als einen flotten, gemütlichen und liebenswürdigen Lebemann, dessen künstlerische Kraft frisch, feurig und unverbraucht, allerdings noch sehr der Klärung bedurfte. In seiner weiteren Entwicklung gelang es ihm, sich immer mehr Einheit des Stils anzueignen („Ferdinand“, „Max Piccolomini“, „Carlos“, „Romeo“, „Mortimer“). Als „Hans Sachs“ und „Melchthal“ errang er seine ersten durchschlagenden Erfolge. Am ergiebigsten zeigte sich sein Talent auf dem Gebiet der Bonvivants, wenn er einem urwüchsigen, ja burschikosen Humor die Zügel schießen lassen konnte („Bolz“, „Robert“ in Memoiren des Teufels, „Petrucchio“,) wie überhaupt das Lustspiel seine eigentliche wirkungsvolle Domäne war.
Mit den reiferen Jahren ging er allmählich in das Fach der Charakterrollen, humoristischen und vornehmen Väter über und errang sich auch als „Herzog Karl“, „Advokat Berend“, „Oberst“ in Journalisten, „Riccaut de la Marlinière“ etc. allgemeine Anerkennung. Wentzel wurde auch 1880 zu den Mustergesamtgastspielen nach München geladen, wo er sich ebenfalls höchst vorteilhaft bemerkbar machte. Der Künstler starb am 28. November 1890 in Stuttgart infolge eines argen Fußübels.